# Győri Egyetértés Torna Osztály Football Club
Il Győri ETO FC (nome completo Győri Egyetértés Torna Osztály Football Club), noto anche come Győr, è una società calcistica con sede a Győr, in Ungheria. Milita nella Nemzeti Bajnokság I, la massima serie del campionato ungherese.
Nella sua storia ha conquistato per quattro volte il campionato ungherese e per quattro volte la coppa nazionale, mentre a livello continentale il maggior successo è il raggiungimento della semifinale di Coppa dei Campioni.
I colori sociali sono il verde e il bianco, mentre per quello che riguarda il nome, buona parte delle sue denominazioni storiche comprendevano il nome di un'azienda pesante del luogo, quella che all'inizio del XXI secolo è la Rába Automotive Holding.

## Storia
Fondato nel 1904, gioca per la prima volta nella massima divisione nazionale nel campionato 1937-1938, venendo però subito retrocesso.
Intanto nel Dopoguerra, dopo aver giocato una quindicina di edizioni del massimo campionato, il Győr vince il primo titolo nel 1963. Come conseguenza disputa la successiva edizione della Coppa dei Campioni, manifestazione alla quale accede per la prima volta: dopo aver eliminato in successione i tedeschi orientali del BSG Chemie Lipsia, i bulgari del Lokomotiv Sofia e gli olandesi del DWS, viene eliminato in semifinale dai futuri vice-campioni del Benfica, ottenendo a tutt'oggi il miglior piazzamento continentale.
Sempre di quegli anni ci sono da registrare tre successi consecutivi nella coppa nazionale, vinta nelle edizioni 1965, 1966 e 1967. Il Győr disputa quindi per tre volte la Coppa delle Coppe: il maggior risultato è il raggiungimento dei quarti di finale nella stagione dell'esordio, l'edizione 1966-1967, dove tra le altre elimina la Fiorentina nel primo turno. Nell'edizione successiva è invece un'altra squadra italiana, il Milan, a sbarrare nel secondo turno la strada alla compagine ungherese. Nell'edizione 1968-1969 il Győr si ritira invece dalla competizione, al pari di molte squadre dell'Europa orientale, a causa dell'invasione di Praga dell'agosto 1968.
Dopo un decennio poco ricco di soddisfazioni, in cui si alternano piazzamenti in campionato raramente nelle posizioni di vertice, se non addirittura poco al di sopra della zona retrocessione, e una poco fortunata partecipazione alla Coppa UEFA 1974-1975 conclusa al secondo turno, nel 1979 il Győr torna a vincere un trofeo: la coppa nazionale. Purtroppo anche la conseguente partecipazione alla Coppa delle Coppe 1979-1980 è poco fortunata: viene eliminato al primo turno dalla Juventus.
Nella stagione 1981-1982 il Győr vince il titolo segnando addirittura 102 gol, con Péter Hannich capocannoniere del torneo. Il titolo arriva anche l'anno successivo, seppur in maniera meno eclatante. A seguito di queste due vittorie in campionato seguiranno altrettanti secondi posto nelle due stagioni successive, più un quarto posto qualche anno più tardi. Gli anni ottanta sono generalmente densi di partecipazioni alle competizioni europee, ma senza andar mai oltre il secondo turno.
Gli anni novanta regalano invece poche soddisfazioni, addirittura il campionato 1995-1996 viene concluso al penultimo posto, e la permanenza nella massima serie è ottenuta solo vincendo un play-out contro il Sopron.
Negli anni duemila ci sono da registrare due terzi posto, nel 2007-2008 e nel 2009-2010. Proprio grazie a quest'ultimo piazzamento il Győr arriva a disputare i play-off nell'Europa League 2010-2011, ma la Dinamo Zagabria nega ai magiari l'accesso al tabellone principale della manifestazione.
Il terzo posto in campionato arriva anche nella stagione 2011-2012, ma il Győr non può partecipare all'Europa League 2012-2013: il 17 giugno 2011 infatti l'UEFA aveva squalificato gli ungheresi dalle competizioni europee fino alla stagione 2013-2014 compresa.
Nella stagione 2012-2013 vince il suo quarto titolo, dopo trenta anni dall'ultimo successo.

## Cronologia dei nomi
- 1904 - Fondato come Győri Vagongyár ETO
- 1950 - Rinominato Győri Vasas SC ETO
- 1952 - Rinominato Győri Vasas
- 1953 - Rinominato Vasas SE Győr
- 1954 - Rinominato Wilhelm Pieck Vasas ETO SK Győr
- 1957 - Rinominato Magyar Wilhelm Pieck Vagon- és Gépgyár ETO Győr e poi Győri Vasas ETO
- 1965 - Rinominato Rába ETO Győr
- 1985 - Rinominato Győri ETO FC
- 1992 - Rinominato ancora Rába ETO Győr
- 1994 - Rinominato ancora Győri ETO FC

## Palmarès

### Competizioni nazionali
- Campionato ungherese: 4

1963, 1981-1982, 1982-1983, 2012-2013
- Coppa d'Ungheria: 4

1965, 1966, 1967, 1978-1979
- Supercoppa d'Ungheria: 1

2013
- Nemzeti Bajnokság II: 2

1957-1958, 1959-1960
- Nemzeti Bajnokság III: 1

2016-2017 (girone Keleti)

### Altri piazzamenti
- Campionato ungherese:

Secondo posto: 1983-1984, 1984-1985, 2013-2014
Terzo posto: 1967, 1973-1974, 1985-1986, 2007-2008, 2009-2010, 2011-2012
- Coppa d'Ungheria:

Finalista: 1964, 1983-1984, 2008-2009, 2012-2013
Semifinalista: 1987-1988, 1989-1990, 2021-2022
- UEFA Champions League:

Semifinalista: 1964-1965

## Organico

### Rosa 2025-2026
Aggiornata al 17 agosto 2025.
| N. |                     | Ruolo | Calciatore             |
| -- | ------------------- | ----- | ---------------------- |
| 2  | Romania (bandiera)  | P     | Ștefan Vlădoiu         |
| 4  | Svezia (bandiera)   | D     | Alexander Abrahamsson  |
| 5  | Romania (bandiera)  | C     | Paul Anton             |
| 6  | Ungheria (bandiera) | C     | Rajmund Tóth           |
| 7  | Algeria (bandiera)  | A     | Ahmed Nadhir Benbouali |
| 10 | Romania (bandiera)  | C     | Claudiu Bumba          |
| 11 | Gambia (bandiera)   | A     | Nfansu Njie            |
| 16 | Ungheria (bandiera) | P     | Balázs Megyeri         |
| 18 | Ungheria (bandiera) | C     | László Vingler         |
| 19 | Ucraina (bandiera)  | A     | Oleksandr Pyščur       |
| 20 | Ungheria (bandiera) | D     | Barnabás Bíró          |
| 21 | Ungheria (bandiera) | D     | Márk Csinger           |
| 23 | Croazia (bandiera)  | D     | Daniel Štefulj         |
| 24 | Serbia (bandiera)   | C     | Miljan Krpić           |

| N. |                       | Ruolo | Calciatore      |
| -- | --------------------- | ----- | --------------- |
| 25 | Romania (bandiera)    | D     | Deian Boldor    |
| 27 | Ungheria (bandiera)   | C     | Milán Vitális   |
| 37 | Slovacchia (bandiera) | D     | Norbert Urblík  |
| 39 | Ungheria (bandiera)   | C     | Marcell Herczeg |
| 44 | Togo (bandiera)       | C     | Samsondin Ouro  |
| 47 | Ungheria (bandiera)   | C     | Ádám Décsy      |
| 64 | Ungheria (bandiera)   | P     | Dániel Brecska  |
| 70 | Ungheria (bandiera)   | C     | Imre Tollár     |
| 76 | Austria (bandiera)    | A     | Jovan Živković  |
| 77 | Tunisia (bandiera)    | C     | Wajdi Sahli     |
| 80 | Serbia (bandiera)     | A     | Željko Gavrić   |
| 90 | Ungheria (bandiera)   | C     | Kevin Bánáti    |
| 96 | Ungheria (bandiera)   | A     | Marcell Huszár  |
| 99 | Slovacchia (bandiera) | P     | Samuel Petráš   |

## Giocatori celebri

### Vincitori di titoli
Calciatori campioni olimpici di calcio
- Árpád Orbán (Tokyo 1964)
- Károly Palotai (Tokyo 1964)
- László Keglovich (Città del Messico 1968)